# Новый ЛЕФ
Новый ЛЕФ — литературно-художественный журнал группы ЛЕФ, издававшийся в 1927—1928 годах. Ответственный редактор — Владимир Маяковский (с августа по декабрь 1928 года — Сергей Третьяков).

## Описание
Журнал был «продолжателем» издававшегося в 1923—1925 годах журнала ЛЕФ. В отличие от предшественника «Новый ЛЕФ» издавался регулярно (практически ежемесячно — 22 номера с января 1927 по декабрь 1928 года), но имел меньший объём — 48 страниц. В редколлегию входили, наряду с организаторами группы, также и С. Кирсанов, А. Лавинский, Б. Пастернак, А. Родченко, В. Степанова, В. Шкловский, С. Эйзенштейн. Авторами журнала были почти исключительно члены редколлегии. После ухода Маяковского из ЛЕФа, с августа по декабрь 1928 года редколлегию журнала возглавлял поэт Сергей Третьяков. Последний номер журнала вышел в декабре 1928 года. Тираж составлял около 3 тысяч экземпляров.